# Object Management Group
L'Object Management Group (OMG) est un consortium international à but non lucratif créé en 1989 dont l’objectif est de standardiser et promouvoir le modèle objet sous toutes ses formes.
L’OMG est notamment à la base des standards UML (Unified Modeling Language), MOF (Meta-Object Facility), CORBA (Common Object Request Broker Architecture) et IDL (Interface Description Language). L'OMG maintient également le standard BPMN (Business Process Model and Notation).
L’OMG est aussi à l’origine de la recommandation MDA (Model Driven Architecture) ou ingénierie dirigée par les modèles, avec en particulier le langage standardisé de transformation de modèles QVT (Query/View/Transformation).